# Lady Newnes Bay
Die Lady Newnes Bay ist eine 100 km breite Bucht an der Borchgrevink-Küste des ostantarktischen Viktorialands. Sie reicht von der Coulman-Insel im Nordosten bis zum Kap Sibbald im Südwesten. 
Teilnehmer der Southern Cross-Expedition (1898–1900) des norwegischen Polarforschers Carsten Egeberg Borchgrevink entdeckten sie. Borchgrevink benannte sie nach Priscilla Jenney Hillyard (1848–1925), der Ehefrau des britischen Zeitungsverlegers George Newnes (1851–1910), des Hauptgeldgebers der Forschungsreise.

## Einzelnachweise

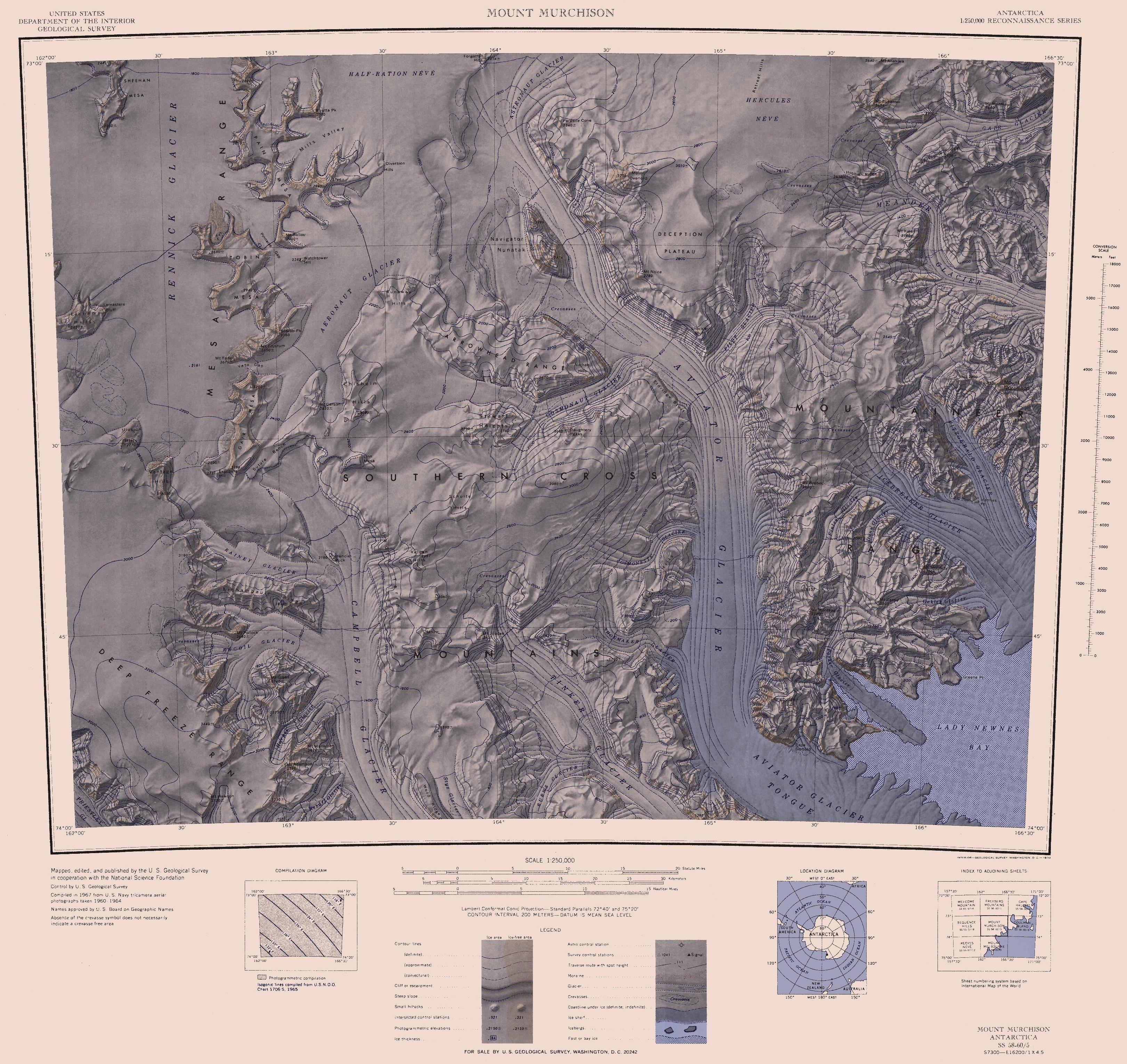
Westteil: Kartenblatt Mount Murchison
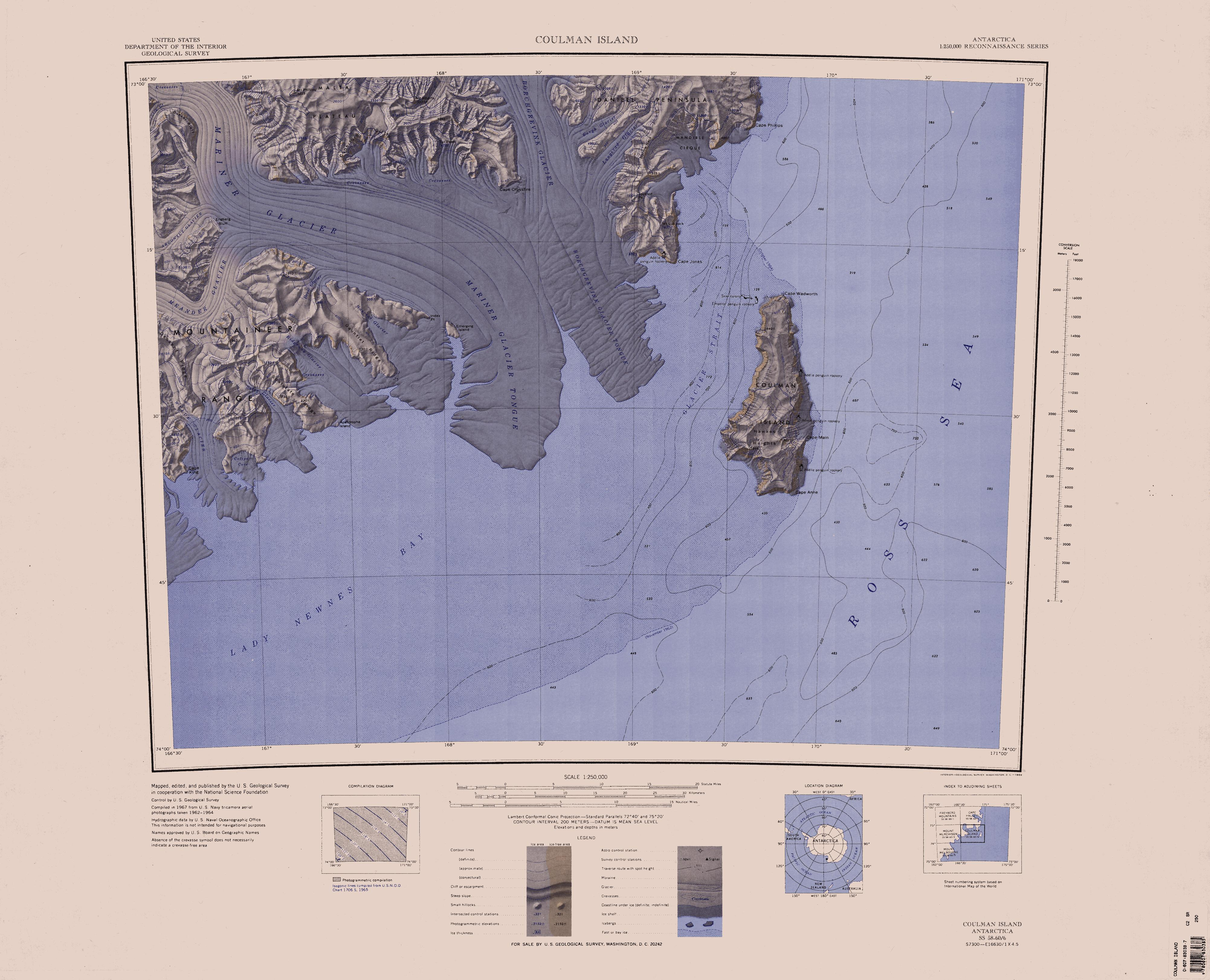
Ostteil: Kartenblatt Coulman Island